# Витгерт
Витгерт (нем. Wittgert) — община в Германии, в земле Рейнланд-Пфальц. 
Входит в состав района Вестервальд. Подчиняется управлению Рансбах-Баумбах.  Население составляет 643 человека (на 31 декабря 2010 года). Занимает площадь 4,74 км².